# Édouard de Pomiane
Edouard Alexandre de Pomiane, a veces figura como Edouard Pozerski (20 de abril de 1875 -  26 de enero de 1964) fue un científico culinario francés, famoso por sus actuaciones en radio en años treinta, siendo conocido también como un escritor culinario. Dos de sus dos obras culinarias de mayor popularidad son: Cuisine en dix minutes (cocinando en diez minutos) y Cocinando con Pomiane. 

## Biografía
Sus parientes emigraron desde Polonia en 1863, cambiando su apellido desde Pozerski a de Pomiane logrando finalmente la ciudadanía francesa. De Pomiane trabajó como profesor en el Instituto Pasteur en París, donde concedió a Félix d'Herelle un puesto de investigación en el estudio de bacteriófagos. Fue un pionero en la radiodifusión de programas de cocina en la radio, durante los años treinta. Publica diversas obras culinarias en las que muestra un conocimiento científico por la gastronomía. 